# Руска награда
Руска награда (серб. Руска награда / Ruska Nagrada, Русская награда), официальное название Торжественная международная церемония «Руска награда» — международная ежегодная церемония вручения премии за развитие и углубление связей между славянскими народами.

## Места проведения
В 2011 и 2012 годах проходила в городе Херцег-Нови (Черногория), с 2013 года проходит в Будве — главном городе адриатического побережья Черногории. Дата проведения — 10 августа каждого года. Организацию церемонии осуществляет Фонд «Руска награда». Символ — старинная славянская монета.

## Руководители фонда
В попечительский совет фонда входят:
- Алексей Анатольевич Громыко — руководитель европейских программ фонда «Русский мир», директор института Европы Академии наук Российской Федерации.
- Александр Борисович Беляков — почетный представитель ТПП РФ в Республике Черногория, руководитель русского культурного центра в городе Герцег-Нови.
- Джукич Боро — почётный консул России в Черногории, президент черногорского бизнес сообщества.
- Виктор Георгиевич Карцев — председатель правления фонда «Культурное достояние».
- Арсен Аркадьевич Мелитонян — культуролог, архитектор, художник, профессор.
- Дмитрий Евгеньевич Малышев — доктор экономических наук, советник президента компании «Российские электросети».

Основатели фонда:
- Иван Дмитриевич Иванов — экономист и дипломат, член-корреспондент АН СССР (1990), академик Российской академии наук.
- Дмитрий Леонидович Верховский — писатель, продюсер, общественный деятель.

## История

### Руска награда 2011
Была посвящена 300-летию со дня установления государственных отношений между двумя странами — Россией и Черногорией.
Лауреаты:
- Виктор Карцев (председатель Правления Фонда «Культурное достояние»),
- Милован Джуричкович (директор предприятия «Аэропорты Черногории»),
- Деян Мандич (мэр города Герцег-Нови),
- Александр Беляков (руководитель строительства русского культурного центра в городе Герцег-Нови).

С концертом выступал оркестр Горана Бреговича.

### Руска награда 2012
Лауреаты:
- Владимир Якунин (президент ОАО «Российские железные дороги»),
- Майя Чатович (мэр города Котор),
- Милан Рочен (Чрезвычайный и Полномочный посол, экс-министр иностранных дел Черногории),
- Дмитрий Малышев (советник президента МРСК холдинг).

С концертом выступали «ТенорА XXI века», Сузана Шувакович-Савич и Бранислав Ятич.

### Руска награда 2013
Была посвящена юбилею Владимира Высоцкого (на концерте его песни исполняли, в частности, Сергей Куприк, Сергей Галанин, Алексей Белов и Ян Яненков). Также проходили два поэтических конкурса: «Переводим Высоцкого на черногорский» и «Переводим Негоша на русский».
Лауреаты:
- Слободан Бацкович (особый полномочный посол Черногории в России),
- Николай Землянский (президент общества «Славянский альянс»),
- Загорка Зечевич (профессор русского языка),
- Александр Йованович (председатель общества Черногорцев в России),
- Миодраг Колевич (полномочный министр),
- Лазарь Радженович (мэр города Будва),
- Ратко Читакович (президент туристической компании «Р-турс»).

### Руска награда 2014
Торжественная международная церемония «Руска награда 2014», посвящённая исторической связи правивших династий Романовых (Россия) и Негошей (Черногория), прошла 10 августа 2014 года. Мероприятие состоялось при  поддержке Фонда "Русский мир", федерального агентства Россотрудничество, Посольства России в Черногории.
Лауреаты:
- Марияна Папич (директор школы им. "Павла Равинского"),
- Жарко Радулович (председатель Черногорского туристического объединения, совладелец компании "Montenegro stars"),
- Юрий Евгеньевич Бычков (Его Превосходительство Чрезвычайный и Полномочный Посланник),
- Душан Радович (предприниматель, общественный деятель),
- Кирилл Станиславович Бородин (заместитель начальника Отряда "Центроспас" МЧС России),
- Архимандрит Хризостом Нешич (Игумен монастыря Режевичи),
- Радиша Шчекич (директор Гимназии им. Слободана Шкеровича),
- Торгово-Промышленная Палата Черногории.

### Руска награда 2015
В 2015 году прошли 2 сессии Торжественной международной церемонии "Руска награда 2015": в России и Черногории.
Московская сессия состоялась 16 апреля 2015 года в «Доме русского зарубежья им. А. Солженицына». Мероприятие состоялось при поддержке посольства Черногории в России и при участии "Общества Черногорцев в Российской Федерации". Награды были вручены Москвину Виктору Александровичу (заслуженный работник культуры, директор "Дома русского зарубежья им. А.И. Солженицына", генеральный директор издательства "Русский путь", кандидат исторических наук, Член-корреспондент Российской академии естественных наук) и Лозовому Александру Николаевичу (выдающийся художник, участник многих российских и международных выставок, искусствовед, кандидат педагогических наук, автор книг и статей об изобразительном искусстве).
Черногорская сессия состоялась 24 июля 2015 года в Черногории, в городе Будва в рамках церемонии открытия Почетного консульства России прошло вручение премии «Руска награда». Награды были вручены Союзу обществ ветеранов Народно-освободительной войны и антифашистов Черногории, Благое Вуйисичу (педагог с большой буквы, директор школы, магистр русского языка, член Ассоциации витязей России при Центре национальной славы) и Владо Ашанину (выдающийся переводчик и издатель русской классики в Черногории).
Лауреаты:
- Виктор Александрович Москвин (заслуженный работник культуры, директор "Дома русского зарубежья им. А.И. Солженицына", генеральный директор издательства "Русский путь", кандидат исторических наук, Член-корреспондент Российской академии естественных наук),
- Александр Николаевич Лозовой (выдающийся художник, участник многих российских и международных выставок, искусствовед, кандидат педагогических наук, автор книг и статей об изобразительном искусстве),
- Союз обществ ветеранов Народно-освободительной войны и антифашистов Черногории,
- Благое Вуйисич (педагог с большой буквы, директор школы, магистр русского языка, член Ассоциации витязей России при Центре национальной славы),
- Владо Ашанин (выдающийся переводчик и издатель русской классики в Черногории).